# Knihovna profesora Václava Novotného

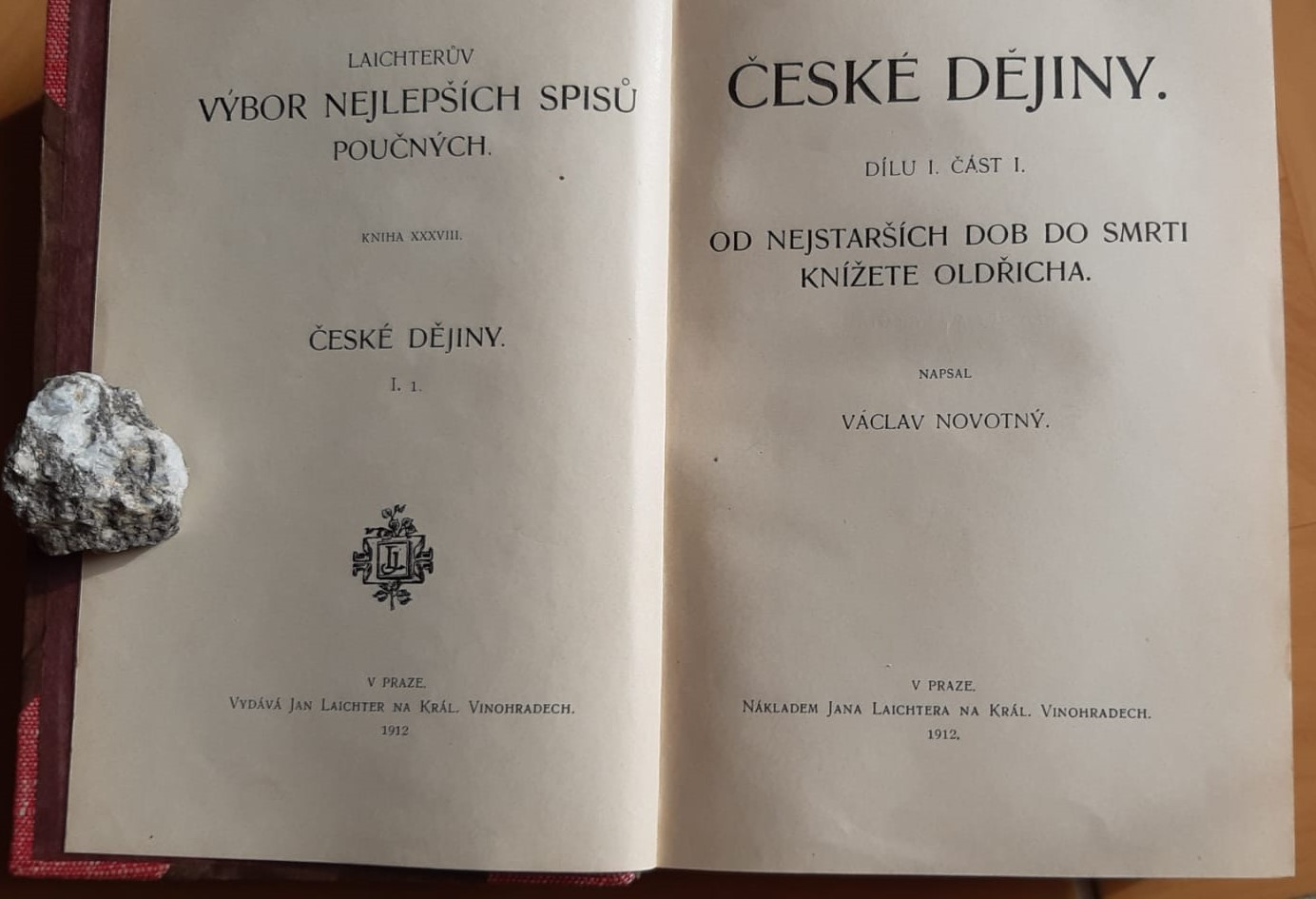
Novotný, Václav. České dějiny. Díl I, část 1.

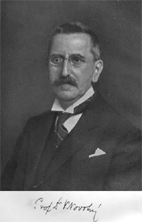
Václav Novotný (1869-1932)

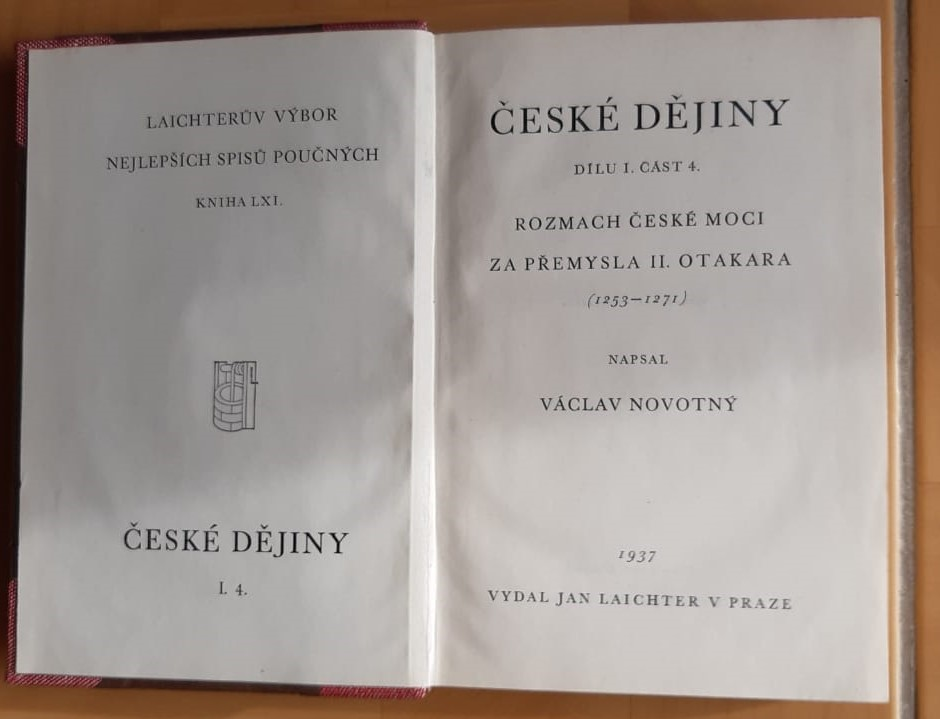
Novotný, Václav. České dějiny. Díl I., část 4

Knihovna profesora českých dějin Václava Novotného je osobní knihovnou významného historika a profesora Karlovy univerzity v letech 1918-1932. Obsahovala přes 4000 svazků, mezi kterými bylo i 67 starých tisků převážně z druhé poloviny 18. století. Nejstarší tisk je Vergiliovo dílo vytištěné v Benátkách roku 1537. Svazky z Novotného knihovny jsou uloženy v Národním archivu v Praze na Chodovci, obsahuje přes 4000 svazků.

## Profesní dráha
Václav Novotný byl do roku 1908 úředníkem Místodržitelského archivu, řádným profesorem českých dějin na univerzitě byl jmenován 1. dubna 1911 a současně se stal jedním ze čtyř ředitelů historického semináře (vedle Josefa Pekaře, Josefa Šusty a Jaroslava Bidla). V květnu 1917 podepsal Manifest českých spisovatelů. Děkanem filozofické fakulty Univerzity Karlovy byl zvolen pro studijní rok 1918/1919.

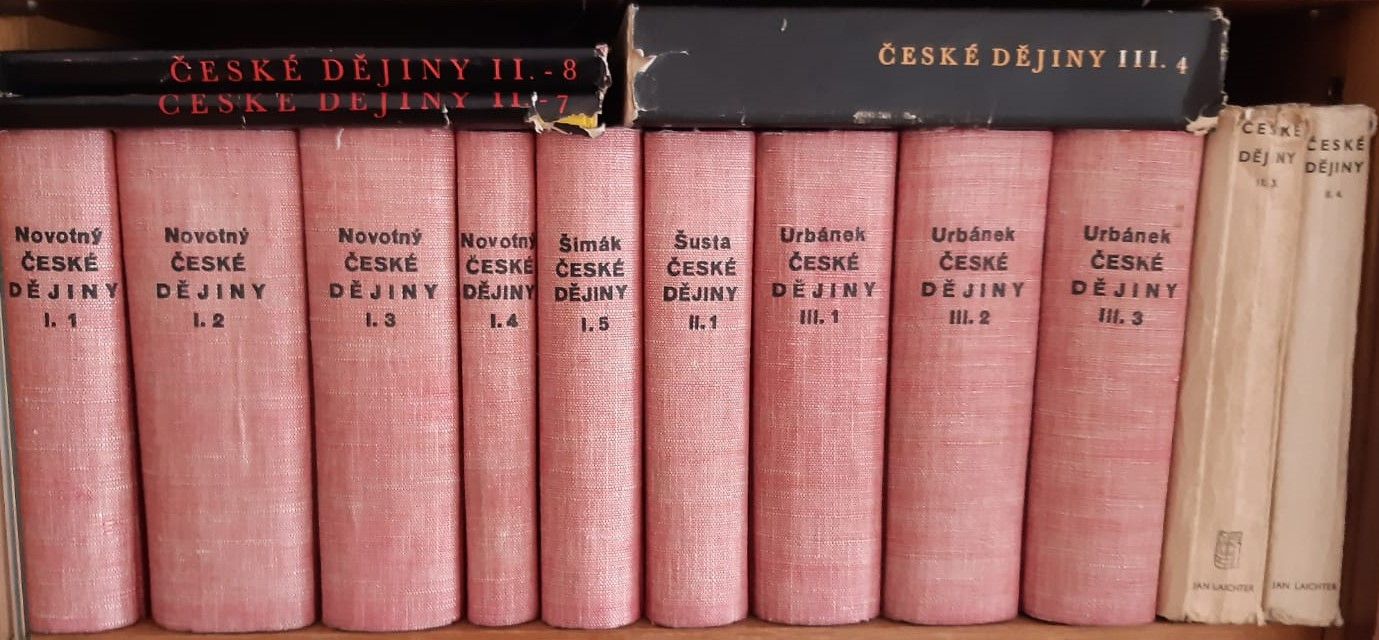
Novotný, Václav. Hřbety knih České dějiny včetně dílů jeho pokračovatelů

Jako historik byl zaměřen především na dobu husitskou a osobnost Jana Husa. Jeho stěžejní dílo České dějiny (první čtyři svazky velkého projektu, v němž pokračovali další historici) byly vydány nakladatelem Janem Laichterem v letech 1912-1937.

### Knihovna, osobní fond a pozůstalost, prodej knihovny a předání osobního fondu a pozůstalosti do archivu
Vdova Ludvika Novotná věnovala Archivu ministerstva vnitra (dále jen AMV, jehož předchůdcem byl Místodržitelský archiv) písemnou pozůstalost Václava Novotného. Archiv současně převzal na žádost ředitele Archivu ministerstva vnitra a Novotného žáka prof. Jaroslava Prokeše (1895-1951) knihovnu Václava Novotného do prozatímní úschovy. Byla uložena v hlavní budově AMV ve Valdštejnské ulici (Pálffyovský palác). Ředitel archivu navrhl, aby bylo vdově nabídnuto odkoupení profesorovy knihovny (121 balíků včetně archivních písemností). Ludvika Novotná nabídku akceptovala a v roce 1940 se prodej uskutečnil. Současně bylo rozhodnuto, že knihovna pro svoji cennost bude uchována jako celek, jako samostatný knihovní fond pod názvem Knihovna prof. V. Novotného. Knihy byly přestěhovány do budov ve Valdštejnské a Loretánské ulici a hned postupně zpracovávány Eduardem Kubalem a Vlastimilem Borovým. Do poloviny roku 1941 bylo zpracováno 1950 titulů (2094 svazků). Následně byly práce přerušeny a knihovna přestěhována z Loretánské ulice do Jiřských kasáren na nynějším Náměstí Republiky (dnes obchodní centrum Palladium). Do skončení zaměstnání obou pracovníků (Václav Borový v listopadu 1942, Eduard Kubala v květnu 1945) bylo zpracováno 4272 titulů. Zpracování knihovny, částečně i osobního fondu Václava Novotného pokračovalo i po jejich odchodu.
Po smrti vdovy Ludmily Novotné univerzální dědička dcera Novotných JUDr. Jiřina Lázničková (1909-1950) nabídla Čs. státnímu historickému ústavu v Praze otcovu písemnou pozůstalost. Pozůstalost byla převezena do Archivu Akademie věd ČR a v letech 1996-1997 zpracována.
Osobní fondy jsou soubory materiálů vědeckého a odborného charakteru, dokumentujících odbornou, vědeckou, pedagogickou nebo politickou činnost dané osobnosti. Tvoří ho rukopisy, korespondence, poznámky, výstřižky a nejrůznější jiné dokumenty. Osobní fond Václava Novotného včetně pozůstalosti je uložen ve 14 kartonech, jedněch deskách a jedné kartotéční skříni (41 plných zásuvek) v Archivu Akademie věd ČR. Uspořádala a zinventarizovala ho archivářka a historička Jaroslava Hoffmannová.

### Knihovna po roce 1945
Inventárním číslem 4291 bylo ukončeno zpracování knihovny, ačkoliv menší část svazků podchycena nebyla. Nejpozději v roce 1950 bylo rozhodnuto, že knihovna nezůstane jako celek. Množství svazků bylo dokonce odesláno do jiných institucí. Vybrané tituly byly průběžně začleňovány do fondu Knihovny Archivu ministerstva vnitra, která se od roku 1954 stala součástí Knihovny Státního ústředního archivu (dnes Národní archiv). K poslednímu většímu zařazování svazků Novotného knihovny do kmenových fondů Knihovny Státního ústředního archivu došlo v roce 1980. To, co zůstalo nezařazené a původně nezpracované, je dnes uloženo ve 43 archivních kartonech v Knihovně Národního archivu na Chodovci.

### Dnešní fond knihovny
Z původně rozsáhlé knihovny zůstala pohromadě pouze menší část méně významných publikací, které jsou uloženy ve 43 archivních krabicích a kterým je věnována pozornost níže. Knihovnu si Václav Novotný budoval již od dětství a mládí, knihovna dokládá jeho jednotlivé životní etapy a zájmy, vznikala postupně jako vědecká pomůcka. Většina knih se vztahuje k českým dějinám, především starověkým a středověkým (do období do Bílé hory), což byl hlavní badatelský obor prof. Novotného.
Václav Novotný v mládí psal básně, knihovna obsahuje řadu titulů básnických. Z mládí Novotného a jeho působení v ochotnickém divadle pocházejí pravděpodobně i divadelní texty (Jan Jiří Kolár, Jan Vávra a další), z pozdějšího období je řada katalogů výtvarných výstav Mánesa a Krasoumné jednoty i výstav z dalších měst.
Ve fondu jsou i učebnice, které pravděpodobně sloužily jeho otci, učiteli (učebnice češtiny, němčiny, latiny, angličtiny (německy), esperanta) a také učebnice dějepisu (pravděpodobně dcery Jiřiny). Otec Václava Novotného Václav Novotný st. (1828-1895) byl učitelem a ředitelem českých škol v Ivančicích a později v Českých Budějovicích, proto se mnoho knih vztahuje k dějinám těchto měst. Mezi knihami jsou uloženy i otcovy literární práce, např. Vánoční stromek (vydáno 1883), Zprávy o činnosti okresního hospodářského spolku Ivančického z let 1966 a 1968. Zastoupeny jsou výroční zprávy českobudějovického gymnázia z dob studií Václava Novotného a pozdější.
Výročních zpráv i z jiných měst je ve fondu více (Praha, Tábor, Pelhřimov, Plzeň, Stříbro, Vysoké Mýto, ale i Wiener Neustadt, nechybí Seznamy přednášek, kteréž se odbývati budou na c. k. české universitě Karlo-Ferdinandově v Praze a Seznamy osob a ústavů Karlovy university).
Brožury jsou ze spolkové činnost např. jihočeského Budivoje, pražského zpěváckého spolku Hlahol, také Zprávy Historického klubu, Zprávy o činnosti Husova musea nebo Týdenní oznamovatel Společenského klubu Slavia.
V kartonech je i šest starých tisků vydaných v 18. století i několik novějších zahraničních tisků, které žádná jiná knihovna v ČR nevlastní.
Převážná část publikací včetně separátů (a také novinových výstřižků a jednotlivých čísel časopisů) se vztahuje především k hlavnímu tematického zaměření Novotného: starší české dějiny, náboženské a sociální dějiny, Jan Hus, Jan Žižka, ale i sv. Ludmila a sv. Václav. Ve fondu nejsou zastoupena všechna vlastní díla Novotného včetně separátů.
V mnohých publikacích (především historického zaměření) jsou vepsána věnování, především archivářů, muzeologů a historiků (František M. Bartoš, Otakar Bauer, Josef Dobiáš, Kamil Krofta, Vlastimil Kybal, Fridolín Macháček, Antonín Markus, Josef Pekař, Josef Salaba, Karel Stloukal, Josef Vítězslav Šimák, Josef Šusta, Václav Vojtíšek), historiků německých, rakouských, polských, ale i amerických, ukrajinských a ruských. Samozřejmě věnování jsou i v dalších knihách autorů více či méně příbuzných oborů.
Mezi publikacemi jsou i různorodé dokumenty patřící spíše do jeho osobního fondu.

### Hlavní díla Václava Novotného
NOVOTNÝ, Václav. České dějiny. Dílu I. část 1, Od nejstarších dob do smrti knížete Oldřicha. Praha: Jan Laichter, 1912. 782 stran. Laichterův výbor nejlepších spisů; sv. 38.
NOVOTNÝ, Václav. České dějiny. Dílu I. část 2, Od Břetislava I. do Přemysla I. Praha: Jan Laichter, 1913. 1214 stran, [12] stran obrazových příloh. Laichterův výbor nejlepších spisů poučných; sv. 40.
NOVOTNÝ, Václav. České dějiny. Dílu I. část 3, Čechy královské za Přemysla I. a Václava I. V Praze: J. Laichter, 1928. 640 s. Laichterův výbor nejlepších spisů poučných; sv. 52.
NOVOTNÝ, Václav. České dějiny. Dílu I. část 4, Rozmach české moci za Přemysla II. Otakara (1253-1271). V Praze: Jan Laichter, 1937. 499 stran, 10 nečíslovaných stran obrazových příloh, xxxiv. Laichterův výbor nejlepších spisů poučných; kniha LXI.
NOVOTNÝ, Václav. M. Jan Hus: život a učení. Díl I, Život a dílo. V Praze: nákladem Jana Laichtera, 1919-1921. 2 svazky. Laichterův Výbor nejlepších spisů poučných; kn. 46.